# Jubiläumsmedaille „30 Jahre Nationale Volksarmee“
Die Jubiläumsmedaille „30 Jahre Nationale Volksarmee“ war in der Deutschen Demokratischen Republik (DDR) eine im Fachbereich des Ministeriums für Nationale Verteidigung verliehene nichtstaatliche Jubiläumsauszeichnung, welche anlässlich des 30. Jahrestages der NVA am 1. März 1986 in einer Stufe vom Minister für Nationale Verteidigung Heinz Keßler geschaffen wurde.

## Verleihung
Ihre Verleihung erfolgte an einen ausgewählten Personenkreis der NVA, alle anderen erhielten das Abzeichen zum 30. Jahrestag der NVA. Unter den ersten ausgezeichneten befand sich der Minister für Staatssicherheit Erich Mielke, der die Medaille am 1. März erhielt.

## Aussehen und Trageweise
Die versilberte Medaille zeigt auf ihrem Avers eine nach oben gerichtete Kalaschnikow, an der eine nach rechts wehende Truppenfahne der NVA befestigt ist. Darunter ist ein nach links gerichteter Lorbeerzweig abgebildet. Das Revers der Medaille zeigt ganzflächig das Staatswappen der DDR mit der Umschrift FÜR DEN SCHUTZ DER ARBEITER-UND-BAUERN MACHT innerhalb eines Lorbeerkranzes (Dienstwappen der NVA). Getragen wurde die Medaille an der linken oberen Brustseite des Beliehenen an einer weißbezogenen pentagonalen Spange, in dessen Ordensband mittig drei grüne Mittelstreifen eingewebt sind. 3 mm vom Saum entfernt ist beidseitig zusätzlich ein schwarz-rot-goldner Streifen eingewebt, der 3 mm breit ist. Die dazugehörige Interimspange ist von gleicher Beschaffenheit.